# Бакарев, Пётр Иванович
Пётр Ива́нович Бакарев (14 сентября 1907 года — 11 ноября 1970 года) — советский военачальник железнодорожных войск, Герой Социалистического Труда (5.11.1943). Генерал-лейтенант технических войск (8.08.1945).

## Биография
Родился 14 сентября 1907 года в городе Кустанае (Казахстан) в семье рабочего. Русский. С ранних лет жил в городе Севастополе у старшей сестры, работал подмастерьем. В 1920-е годы закончил вечерний рабфак.
В 1929-1930 годах проходил действительную службу в железнодорожных войсках РККА в Белорусской ССР. После увольнения поступил в Ленинградский металлургический институт (отраслевой вуз Ленинградского политехнического института). Здесь в 1932 году вступил в ВКП(б). В 1933 году вновь мобилизован в армию. Служил командиром взвода, роты в 14-м железнодорожном полку. В 1938 году окончил Военно-транспортную академию.
Великую Отечественную войну встретил в должности военного комиссара 5-й железнодорожной бригады, затем был заместителем командира — начальником политотдела бригады. В начале 1942 года полковник Бакарев принял командование бригадой, сменив ушедшего на повышение генерала Павла Кабанова, который впоследствии стал руководителем Железнодорожных войск СССР.
Летом 1942 года подразделения 5-й железнодорожной бригады под командованием полковника Бакарева обеспечивали работу Воронежского железнодорожного узла. На участке Острожка — Графская скопилось около десяти тысяч вагонов. Ими забиты были все тупики, подъездные пути, на километры вытянулись груженные составы. В этот сложный момент особенно проявились способность и умение Петра Ивановича организовать личный состав на выполнение поставленной задачи, принимать быстрые и правильные решения.
В сложных условиях, под огнём противника, когда часть Воронежа был уже в руках врага, со станции одни за одним уходили эшелоны. Порой интервал между составами составлял 100—200 метров. Одновременно велись работы по восстановлению путей, ремонту и экипировке паровозов. В течение 6 суток эвакуационная операция была закончена. Только со станции Отрожка было выведено 73 паровоза, 450 пассажирских и 5800 товарных вагонов.
В 1943 году, когда войска Брянского фронта перешли в наступление, бригада полковника Бакарева вела восстановительные работы на участках Воронеж — Касторная, Касторная — Старый Оскол, Касторная — Курск и многих других. Восстановление велось в трудных условиях. Противник непрерывно бомбил и обстреливал артиллерией места работ. Разрушенные объекты были сильно минированы. Следуя за наступающими частями, подразделения бригады участвовали в строительстве мостов через такие крупные реки, как Днепр и Сейм.
Указом Президиума Верховного Совета СССР от 5 ноября 1943 года за особые заслуги в обеспечении перевозок для фронта и народного хозяйства и выдающиеся достижения в восстановлении железнодорожного хозяйства в трудных условиях военного времени" полковнику Бакареву Петру Ивановичу присвоено звание Героя Социалистического Труда.
С февраля 1944 года и до конца войны Бакарев был начальником Управления военно-восстановительных работ № 9 и командовал железнодорожными войсками 2-го Белорусского фронта. Подразделения УВВР-9 обеспечивали два железнодорожных направления западно-европейской колеи: Дзялдово — Торн — Быдгощь — Нойштеттин — Штаргард — Пиритц и Насельск — Торн — Быдгошь — Шнейдемюль — Штаргард.
8 июня 1945 года Бакареву было присвоено воинское звание «генерал-майор технических войск».
После победы, с 1945 по 1954 годы, Пётр Иванович командовал 4-м и 2-м железнодорожными корпусами. С 1954 по 1955 годы находился в служебной командировке в КНР. С 1955 года — главный инженер — заместитель начальника Главного управления железнодорожных войск (ГУЖВ), с 1961 года — главный инженер железнодорожных войск, с 1965 года — заместитель начальника железнодорожных войск по технической части. Обладая богатейшим опытом восстановления железных дорог в годы Великой Отечественной войны, незаурядными организаторскими способностями, талантом ученого, П. И. Бакарев сумел создать коллектив ученых, конструкторов, практиков, разработать принципы действия войск в условиях ракетно-ядерной войны, заложить ту техническую базу, которая и сегодня во многом определяет производственные возможности основных частей.
8 августа 1955 года Петру Ивановичу было присвоено воинское звание «генерал-лейтенант технических войск». Кандидат технических наук.
В 1969 году уволен в отставку. Жил в Москве.
Умер 11 ноября 1970 года. Похоронен на Пятницком кладбище Москвы (участок 14).

## Награды
- Медаль «Серп и Молот» Героя Социалистического Труда (5.11.1943, № 158)
- три ордена Ленина (13.09.1943, 5.11.1943, 30.12.1956)
- два ордена Красного Знамени (10.04.1945, 19.02.1951)
- Орден Кутузова 1-й степени (29.07.1945)
- орден Отечественной войны 1-й степени (30.03.1943)
- орден Трудового Красного Знамени (2.06.1962)
- два ордена Красной Звезды (27.03.1942, 5.02.1946)
- медали СССР

Награды Польши
- Орден Возрождения Польши 1-й степени
- Медаль «За Одру, Нису и Балтику»